# Angelica kangdingensis
Angelica kangdingensis là một loài thực vật có hoa trong họ Hoa tán. Loài này được R.Shan & F.T.Pu mô tả khoa học đầu tiên năm 1995.